# Pučišća
Pučišća és un poble a l'illa de Brač (Split-Dalmàcia, de Croàcia). Conté el poble de Gornji Humac.